# 本多正一
本多 正一（ほんだ しょういち、1964年12月17日 - ）は、日本の写真家、文筆家、ミステリ研究家。栃木県宇都宮市出身。

## 人物
中学2年生の頃、中井英夫『虚無への供物』を読み、圧倒される。
青山学院大学文学部卒業後、写真に興味を持ち始めたとき、中井が世田谷区羽根木の家を引き払うというエッセイを読み、家の写真を撮影しておこうと1989年6月に羽根木を訪れたところ、門前で偶然中井と遭遇。そのまま中井家に招き入れられ、以降、1993年に中井が死去するまで、助手を務める。
1996年、写真集『彗星との日々──中井英夫との四年半──』を光村印刷Bee Booksから刊行。
1997年、東京写真月間'97として、ニコンサロン・銀座で写真展「彗星との日々」を開催。この写真展は、『アサヒカメラ』誌上で高梨豊から年間写真展ベスト5のひとつに選ばれた。
『中井英夫全集』全12巻（東京創元社、1996〜2006年）、『シリーズ 20世紀の記憶』（毎日新聞社、1998〜2001年）を編集した。
21世紀に入っても『子不語の夢　江戸川乱歩 小酒井不木往復書簡集』（皓星社、2004年）、平井隆太郎『うつし世の乱歩』（河出書房新社、2006年）、『KAWADE 道の手帖　中井英夫　虚実の間（あわい）に生きた作家』（河出書房新社、2007年）、『幻影城の時代 完全版』（講談社、2008年）、平井隆太郎『乱歩の軌跡』（東京創元社、2008年）、『薔薇の鉄索　村上芳正画集』（国書刊行会、2013年）などを編集。

## 著書

### 単著
- 『彗星との日々 中井英夫との四年半』光村印刷Bee Books、1996年
- 『プラネタリウムにて 中井英夫に』葉文館出版、2000年

### 編著
- 『凶鳥の黒影　中井英夫へ捧げるオマージュ』（監修）河出書房新社 2004年
- 『中井英夫 戦中日記 彼方より〈完全版〉』（編）河出書房新社 2005年
- 『うつし世の乱歩　父・江戸川乱歩の憶い出』（編） 河出書房新社 2006年
- 『中井英夫―虚実の間に生きた作家 KAWADE道の手帖』（編）河出書房新社 2007年
- 『幻影城の時代 完全版』（編）講談社 2008年
- 『薔薇の鉄索 村上芳正画集』（編）国書刊行会 2013年